# Cis bimucronatus
Cis bimucronatus es una especie de coleóptero de la familia Ciidae.

## Distribución geográfica
Habita en Port Natal, (Sudáfrica).